# Dracula Untold
Dracula Untold ist ein US-amerikanisch-britischer Fantasyfilm von Regisseur Gary Shore aus dem Jahr 2014. Der Film behandelt eine vermeintlich unbekannte Vorgeschichte des Romans Dracula von Bram Stoker und basiert ebenfalls sehr frei auf der Geschichte des realen Vlad III. Drăculea. Die Hauptrollen spielen Luke Evans, Dominic Cooper, Sarah Gadon, Art Parkinson und Charles Dance. Der Film startete am 2. Oktober 2014 in den deutschen Kinos.

## Handlung

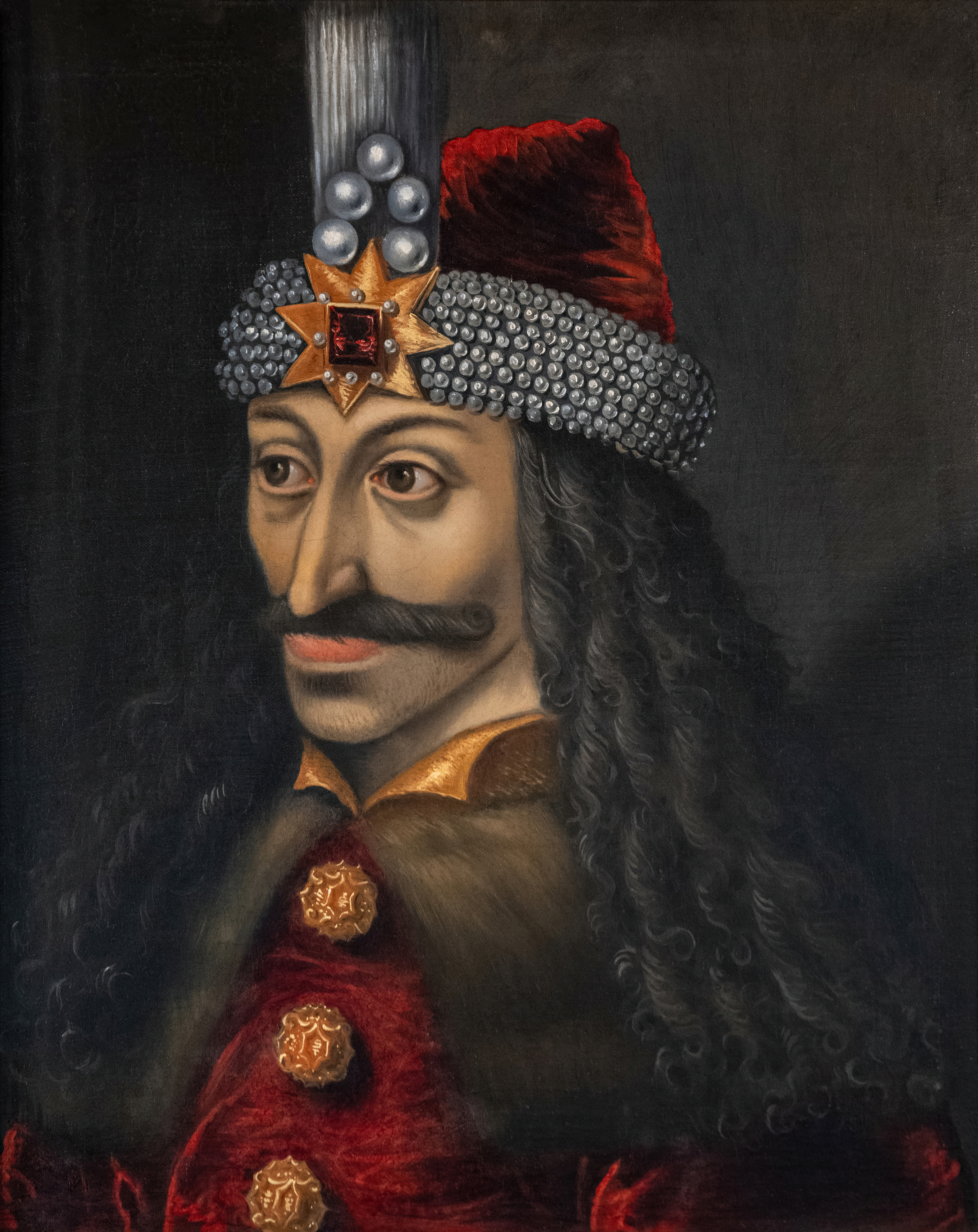
Vlad III. Drăculea

Der transsilvanische Fürst Vlad lebte seit seiner Kindheit als Janitschare im Osmanischen Reich. Dort wurde er mit anderen Kindern seiner Region gezwungenermaßen zum Soldaten ausgebildet. Er wird zu einem sehr gefürchteten Krieger und zu einem engen Freund des späteren Sultans Mehmed. Als Vlad erwachsen ist und sein Vater stirbt, kehrt er in seine Heimat zurück und wird Herrscher des kleinen Fürstentums. Er heiratet Mirena und sie werden Eltern von Ingeras.
Vlad und ein paar Gefolgsleute stoßen bei einem Erkundungsgang auf die Überreste eines türkischen Soldaten. Sie folgen der Spur ins Gebirge bis hin zu einer Höhle, wo nur Vlad einem übermächtigen Wesen entkommt. Bei seiner Rückkehr eröffnet ihm der Mönch Lucian die Hintergründe dieser menschenähnlichen Kreatur im Berg. Demnach soll ein Mann auf der Suche nach ewigem Leben einen Dämon gerufen haben, der ihn jedoch täuschte. Fortan sei dieser verdammt, als Vampir in der Finsternis leben und Menschenblut trinken zu müssen. Vlad zwingt den Gelehrten zur Geheimhaltung.
Mehmed wird Sultan, will in Mitteleuropa einmarschieren und fordert von dem transsilvanischen Fürstentum 1.000 Kinder ab dem 10. Lebensjahr zur Kampfausbildung. Ingeras soll ebenfalls ausgebildet werden und als Mündel im Palast des Sultans leben. Vlad, der im Krieg selbst tausende Gräueltaten verübte, will den Kindern sein damaliges Schicksal ersparen, sieht aber keine Möglichkeit, Mehmeds Forderung abzulehnen. Bei Tagesanbruch und der geplanten Übergabe seines einzigen Kindes entscheidet sich Vlad für seine Familie und sein Volk und tötet die Häscher des Sultans. Damit ist die kriegerische Auseinandersetzung mit dem übermächtigen Gegner unausweichlich.
Vlad sucht nun den Vampir  im Reißzahngebirge auf. Um die Kräfte des Vampirs für sich zu gewinnen, ist Vlad entschlossen, jedes Opfer zu bringen. Die Höhle ist ein Massengrab, dennoch wagt Vlad, den Vampir um Hilfe zu bitten. Dieser erkennt in dem Fürsten einen würdigen Nachfolger und die Möglichkeit, seinen Fluch zu beenden. Er warnt Vlad, dass auch er Unheil und Tod über alle bringen wird, die ihm nahe stehen. Es sei ein Spiel, bei dem man nicht wisse, wer verliert und gewinnt. Zunächst solle er lediglich einen Einblick in dessen Kräfte erhalten. Vlad müsse dafür den Fluch auf sich nehmen. Widerstände er drei Tage lang dem unstillbaren Durst nach menschlichem Blut, wird er die Kräfte wieder verlieren und ein Sterblicher bleiben. Vlad hofft, die Bedrohung innerhalb dieser Zeit von seinem Volk abwenden zu können und lässt sich auf den Handel ein. Er trinkt das Blut des Vampirs und  stirbt, um dann nachts wieder zu erwachen. Seine Sinne sind nun um ein Vielfaches geschärft. Er hat die Kraft von 100 Männern, Wunden heilen in Sekunden und er ist in der Lage, sich als Fledermausschwarm unglaublich schnell fortzubewegen. Aber er ist jetzt empfindlich gegenüber Silber; trotzdem trägt er seinen Ring als Anhänger um den Hals.
Der Angriff auf seine Burg ist bereits im Gange. Unter schwerem Beschuss stellt sich Vlad allein dem übermächtigen feindlichen Aufgebot. Doch keiner der Angreifer kann ihn aufhalten. Am Ende pfählt er seine toten Feinde, um den Schrecken der Angreifer noch zu vergrößern.
Obwohl Vlad den Angriff der Türken abwehren konnte, ist die Burg im Tal nicht mehr zu halten. Vlad und seine Untertanen suchen Zuflucht in einem Kloster in den Bergen. Der Ring um den Hals lässt Vlad nicht ruhen und er berichtet seiner Frau, was mit ihm geschieht und was er plant. Da Vlad das direkte Tageslicht inzwischen nicht mehr ohne Schaden aushalten kann, muss er die Kolonne der Flüchtlinge allein ziehen lassen. Diese wird kurz vor Erreichen des Klosters von den Türken angegriffen. Auch diesen Angriff überstehen die flüchtenden Menschen, da Vlad in der Dämmerung noch entscheidend eingreifen kann. Im Kloster jedoch schöpft der Mönch Lucian Verdacht und will Vlad töten, bevor dieser einem der Menschen schadet. Doch der Fürst überlebt selbst einen Brandanschlag einiger verängstigter Untertanen. Sie ergeben sich daraufhin in ihr Schicksal, mit Hilfe ihres mächtigen, aber verfluchten Fürsten den Krieg gegen die Türken zu führen.
Der Sultan lässt seine Soldaten mit verbundenen Augen vor Gerüchten und Demoralisierung schützen. Als die Osmanen aufmarschieren, kann Vlad sie beinahe vernichtend schlagen, allerdings muss er Mirena und Ingeras  allein lassen. Ingeras wird entführt, Mirena fällt von einem Klosterturm und stirbt in Vlads Armen. Um Ingeras zu retten, opfert sie sich und Vlad trinkt ihr Blut. Der Fluch ist nun besiegelt und unumkehrbar. Um die Angreifer zu besiegen, lässt Vlad seine zum großen Teil im Sterben liegenden Anhänger sein Blut trinken. Während ein heftiger Kampf tobt, der siegreich für die Vampire endet, findet Vlad Ingeras in Mehmeds Zelt. Nach dem Entscheidungskampf pfählt er Mehmed und rettet seinen Sohn. Als er mit Ingeras das Zelt verlässt, wittern die anderen Vampire dessen menschliches Blut. Nur noch der Mönch Lucian ist menschlich geblieben und hält sich die Vampire mit einem Kreuz vom Leibe. Er nimmt Ingeras in seine Obhut. Vlad öffnet die Wolkendecke, so dass alle Vampire sterben.
Allerdings wird Vlad von einem Unbekannten, der ihm schon einige Tage vorher seine Dienste und sein Blut angeboten hat, aus dem Totenreich zurückgeholt, indem er ihm sein Blut in den Mund tröpfelt. Vlad lebt nun bis in die Gegenwart.
Dort lernt er eine Frau kennen, die scheinbar die Reinkarnation von Mirena ist und jetzt den Namen Mina trägt. Als die beiden spazieren gehen, sitzt in einem Bistro der vom Fluch befreite Vampir aus der transsylvanischen Höhle. Er lächelt, während er leise sagt: „Lasst die Spiele beginnen“.

## Hintergrund
Nachdem 2011 Sam Worthington die Hauptrolle und Alex Proyas die Regie übernehmen sollten, aber das Budget zu hoch war, brach Universal die Produktion des Filmes ab. Im Februar 2012 wurde dann veröffentlicht, dass Universal das Projekt mit Gary Shore als Regisseur wieder aufgenommen hatte. Zusätzlich wurde ein neues Drehbuch von Matt Sazama & Burk Sharpless geschrieben.

### Besetzung
Am 19. August 2010 wurde bestätigt, dass Sam Worthington die männliche Hauptrolle übernehmen sollte. Am 10. Februar 2012 wurde bekannt, dass der Vertrag zwischen Worthington und Universal aufgehoben wurde. Im April 2013 stand fest, dass Luke Evans den Hauptcharakter Dracula spielen wird. Es ist Evans erste Hauptrolle in einem Blockbuster. Einen Monat später stieß Sarah Gadon für die weibliche Hauptrolle dazu. Ein paar Tage später stieg Dominic Cooper in das Projekt ein, der schon im Vampirfilm Abraham Lincoln Vampirjäger mitspielte. Am 26. Juli 2013 wurde Samantha Barks für die Rolle der Baba Jaga, einer jungen Frau, die sich in eine Hexe verwandelt hat, besetzt. Im Finalcut wurden ihre Szenen jedoch komplett herausgeschnitten, da die Figur laut Shore doch nicht in die Handlung passte. Neben Barks folgten noch Thor Kristjansson, Art Parkinson und Charlie Cox.

### Dreharbeiten
Im Mai 2013 gab Universal bekannt, dass die Dreharbeiten von August bis November 2013 in Nordirland stattfinden werden. Die Dreharbeiten begannen am 5. August 2013 im Roe Valley Country Park in Limavady, Nordirland. Der Park war während der Dreharbeiten weiterhin für die Öffentlichkeit geöffnet, nur einige Bereiche wurden gesperrt. Der Produktionsfirma wurden zwei Drehtage im Park genehmigt. Unter anderem wurde auch in Belfast auf dem Divis und Black Mountain (Schlachtszenen), im Mount Stewart House & Gardens (Draculas Burg) und im Scrabo Tower & Country Park (Vlads Camp) in Newtownards gedreht.

## Musik
Im Februar 2014 wurde Ramin Djawadi für das Komponieren der Filmmusik engagiert. Am 7. Oktober 2014 erschien der Soundtrack zum Film über das Label Backlot Music. Der Soundtrack beinhaltet 20 Lieder und hat eine Gesamtlänge von ca. 50 Minuten.
| Nr.          | Titel                  | Länge |
| ------------ | ---------------------- | ----- |
| 1.           | Prologue               | 2:26  |
| 2.           | Dracula Untold         | 2:13  |
| 3.           | Mirena                 | 2:40  |
| 4.           | Sultan Mehmed          | 2:46  |
| 5.           | The Handover           | 2:27  |
| 6.           | Eternal Love           | 2:28  |
| 7.           | Janissary Attack       | 2:17  |
| 8.           | Broken Tooth           | 5:31  |
| 9.           | Hand o’ Bats, Pt. 1    | 2:43  |
| 10.          | Hand o’ Bats, Pt. 2    | 2:14  |
| 11.          | This Life and the Next | 3:10  |
| 12.          | Son of the Dragon      | 2:20  |
| 13.          | The Brood              | 2:20  |
| 14.          | Three Days             | 1:41  |
| 15.          | Son of the Devil       | 4:26  |
| 16.          | Lord Impaler           | 3:45  |
| 17.          | Vlad Vs. 1000          | 1:50  |
| 18.          | The Silver Tent        | 4:45  |
| 19.          | I Will Come Again      | 4:45  |
| 20.          | Epilogue               | 3:19  |
| Gesamtlänge: | Gesamtlänge:           | 50:36 |

## Rezeption
In den englischsprachigen Medien erntete der Film ein durchweg schlechtes Echo. Basierend auf der Auswertung von 136 Kritiken wird auf Rotten Tomatoes eine Positivquote von lediglich 26 Prozent ausgewiesen.
Etliche Kritiker sahen in dem Film die Tendenz, Dracula zu vermenschlichen. Während einige diesen Ansatz als interessante Herangehensweise lobten, bemängelten andere, dass hierdurch der Gruselfaktor zu stark verloren geht. Auch wurde kritisiert, der Film würde sich zu stark auf Actionszenen konzentrieren. Die visuellen Effekte wurden teilweise positiv aufgenommen.
Behauptet wurde auch Islamfeindlichkeit, die sich unter anderem in einer Verdrehung historischer Fakten zeige. Im New Statesman schrieb Elest Ali in seinem in mehreren Nachrichtenportalen wiedererschienenen oder verlinkten Artikel “What the historical inaccuracies in ‘Dracula Untold’ tell us about the rise of Islamophobia": "The vilification of Islam has reached such heights that when the Muslim Sultan Mehmet II is cast opposite history’s bloodiest psycho-tyrant, it’s Dracula who emerges as the tragic hero” (Die Dämonisierung des Islam hat solche Höhen erreicht, dass, als der muslimische Sultan Mehmet II gegen den blutigsten Psycho-Tyrannen der Geschichte antreten muss, Dracula als tragischer Held erscheine) Im täglichen Nachrichtenportal io9 wies die Redakteurin Annalee Newitz auf die Aktualisierung der ursprünglich rassistischen Motive in Bram Stokers Dracula und den frühen Verfilmungen hin, die sich dort noch gegen Dracula als osteuropäischen Immigranten richtete, der Land aufkaufe und westliche Frauen in "blutsaugende Huren" verwandele. Während dies in späteren Verfilmungen in den Hintergrund gerückt sei, werde mit Dracula Untold dieses Motiv umgedreht und im Sinne der aktuellen politischen Verhältnisse gegen Muslime gewendet und so unreflektiert die Vorurteile dieser Zeit reproduziert.
Dracula Untold erreicht bei Metacritic einen Metascore von 40/100 Punkten, basierend auf 30 Bewertungen. Bei Rotten Tomatoes sind 24 % der Kritiken positiv und ist damit „certified rotten“ (deutsch zertifiziert verfault). Die Durchschnittsbewertung liegt bei 4,5/10 Punkten, basierend auf 88 Bewertungen.
Der film-dienst bezeichnet Dracula Untold als „Action-Variation der Geschichte des Grafen Vlad, die weder das mythische Potenzial des Stoffs noch seine popkulturellen Referenzen auslotet und sich stilistisch in einer verschwommenen Ästhetik verliert.“
Die Filmzeitschrift Cinema urteilte, dass Universal mit Dracula Untold „einen leidlich unglücklichen Start hingelegt“ hat und einfach „nicht richtig gruselig, nicht richtig romantisch“ sei. Als Fazit schrieb Cinema: „Aufgesetzt wirkender Versuch, den Dracula-Stoff auf ein realistisches Fundament zu stellen“.
Christoph Petersen von Filmstarts fand Dracula Untold „mit seinen 92 Minuten schlicht zu kurz, um seinen eigenen Ansprüchen voll gerecht werden zu können.“ lobte gleichzeitig aber die Schlachtszenen und die schauspielerische Leistung von Evans: „Dafür bietet er aber einige außergewöhnliche Fantasy-Schlachtszenen und Luke Evans empfiehlt sich nachdrücklich für weitere Blockbuster-Hauptrollen“.
Antje Wessels von Quotenmeter schrieb in ihrer Kritik, dass Dracula Untold „tolle Ansätze und eine atemberaubende Optik“ hat. Auch der Hauptdarsteller überzeugt sie.
Leider missfallen ihr „grobe Patzer im Drehbuch und äußerst schwache Nebencharaktere“, wodurch der Film für sie „zu einem wird, dessen Kinobesuch man schlussendlich zwar nicht bereut, das Verpassen selbigem[!] jedoch auch nicht“.

## Synchronisation
| Schauspieler       | Synchronsprecher     | Rolle                |
| ------------------ | -------------------- | -------------------- |
| Luke Evans         | Sascha Rotermund     | Vlad Tepes / Dracula |
| Paul Kaye          | Frank Röth           | Bruder Lucian        |
| Charles Dance      | Hans-Jürgen Wolf     | Vampir in Höhle      |
| William Houston    | Roland Hemmo         | Cazan                |
| Diarmaid Murtagh   | Matthias Deutelmoser | Dimitru              |
| Arkie Reece        | Samir Fuchs          | General Ismail       |
| Ferdinand Kingsley | Tayfun Bademsoy      | Hamza Bey            |
| Dominic Cooper     | Karim Chamlali       | Mehmed               |
| Sarah Gadon        | Josephine Schmidt    | Mirena               |
| Paul Bullion       | Simon Derksen        | Nicolae              |
| Mish Boyko         | Martin Brücker       | Radu                 |
| Zach McGowan       | Martin Kautz         | Shkelgim             |
| Art Parkinson      | Lukas Till Berglund  | Ingeras              |